# Offerte
Een offerte is een formeel aanbod (zie ook aanbod volgens Nederlands recht) tot het sluiten van een overeenkomst (zie ook overeenkomst volgens Nederlands recht), opgesteld op verzoek van een potentiële klant van een bedrijf, dit in tegenstelling tot aanbiedingen tot verkoop die winkels en webshops op eigen initiatief doen.
Een offerte kan een aanbod zijn tot het verlenen van een dienst (bijvoorbeeld de bouw van een woning, een bepaald onderzoek, of een reparatie) of tot het verkopen van een product (bijvoorbeeld een computer, een verzekering of een ander financieel product).
De reden van een offerte op aanvraag in plaats van het bekendmaken van alle prijzen kan zijn dat er te veel parameters zijn om alles te vermelden, of veelvuldige fluctuaties in marktprijzen, of dat de aanbieder per geval en klant een prijs wil vaststellen, zonder hem openbaar te maken, om zijn onderhandelingspositie ten opzichte van de volgende klant niet te verzwakken.
Veel potentiële klanten zullen offertes aan meerdere bedrijven vragen, om ze te kunnen vergelijken. Daarvoor is het noodzakelijk een eenduidige offerte-uitvraag op te stellen.
Een offerte dient te bevatten:
- Een beschrijving van de werkzaamheden of een te leveren product.
- Een prijs. Dit kan een vaste prijs zijn of een verrekenbare prijs (één op nacalculatie, ook wel "uurtje factuurtje" genoemd). De prijs kan ook een aantal stelposten bevatten en er moet zijn aangegeven of hij inclusief of exclusief btw is.
- Eventuele van toepassing zijnde kortingen.
- Een planning van de werkzaamheden, met daarin aangegeven onder welke voorwaarden de planning gehaald wordt, bijvoorbeeld tijdige opdrachtverlening.
- De uiterste geldigheidsdatum.
- Voorwaarden. Er kan worden verwezen naar algemene voorwaarden, of voorwaarden van organisaties. Ingenieursbureaus gebruiken bijvoorbeeld vaak de voorwaarden van de ONRI.
- Een geldige ondertekening. In Nederland moeten offertes worden ondertekend door een procuratiehouder van het bedrijf, hetgeen te controleren is bij de Kamer van Koophandel.

Voor complexe en dientengevolge vaak dure producten en/of diensten wordt de eigenlijke offerte aangevuld met een zakelijk voorstel. 
Als niets is afgesproken over kosten die voor het maken van de offerte in rekening worden gebracht dan is ze kosteloos.
Als een offerte vrijblijvend is kan de aanbieder haar na aanvaarding nog herroepen.